# Erich Fickler
Erich Fickler (* 3. Dezember 1874 in Clausthal; † 31. Mai 1935 in Bad Nauheim) war Vorstandsvorsitzender und Generaldirektor der Harpener Bergbau AG, Mitglied der Ruhrlade und Vorsitzender des Aufsichtsrats des Rheinisch-Westfälischen Kohlen-Syndikats.

## Leben und Wirken
Erich Ficklers Vater Karl (1837–1900) war Bergwerksdirektor im Harz und später Geheimer Oberbergrat sowie Vortragender Rat im preußischen Ministerium für Handel und Gewerbe. Erich Fickler selber arbeitete als Bergbaubeflissener und studierte in Freiburg und Berlin, wo er 1899 das Examen zum Bergreferendar ablegte. Danach war er Bergassessor in Halle. 1903 bis 1905 hatte er eine Lehrtätigkeit an der Bergschule in Bochum.
1905 trat Fickler in die Harpener Bergbau AG ein, wo er 1907 Werksdirektor der Zechen Gneisenau und Scharnhorst wurde. 1914 kam er in den Vorstand und 1923 wurde Vorstandsvorsitzender und Generaldirektor. 1927 wurde er Vorsitzender des Aufsichtsrats des Rheinisch-Westfälischen Kohlen-Syndikats. Außerdem war er Vorstandsmitglied des RDI und Mitglied diverser Aufsichtsräte.
Fickler gehörte zu den frühen Finanziers der NSDAP. Außerdem war er Teilnehmer des Geheimtreffens vom 20. Februar 1933.
In erster Ehe war Fickler mit Elisabeth, Tochter von Emil Krabler, verheiratet. 1922 heiratete er seine zweite Frau Erna (* 1883). Fickler hatte einen Sohn.